# Mihai Stănișoară
Mihai Stănișoară (ur. 11 czerwca 1962 w Krajowie) – rumuński polityk i inżynier, parlamentarzysta, w latach 2008–2009 minister obrony narodowej.

## Życiorys
W 1986 ukończył studia na wydziale mechanicznym Institutul Politehnic „Traian Vuia” w Timișoarze. Kształcił się później m.in. w szkole wojskowej Colegiul Național de Apărare (absolwent z 2001). W 2003 doktoryzował się w zakresie nauk technicznych na macierzystej uczelni (przekształconej już wówczas w uniwersytet techniczny). Pracował początkowo jako inżynier i nauczyciel akademicki. W latach 1992–1994 był sekretarzem generalnym izby przemysłowo-handlowej okręgu Mehedinți, a następnie do 1999 prezesem tej instytucji. W 2000 pełnił funkcję sekretarza generalnego ministerstwa obrony narodowej.
Działał w Partii Demokratycznej, w 2007 przekształconej w Partię Demokratyczno-Liberalną. Pełnił kierownicze funkcje w okręgowych strukturach tego ugrupowania. W 2000 został wybrany do Izby Deputowanych, w 2004 utrzymał mandat na kolejną kadencję. Zrezygnował z niego w 2007, kiedy to otrzymał nominację na doradcę prezydenta Traiana Băsescu do spraw bezpieczeństwa narodowego. W 2008 powrócił w skład parlamentu, został wówczas wybrany do rumuńskiego Senatu.
Od 2008 do 2009 sprawował urząd ministra obrony narodowej w pierwszym rządzie Emila Boca. W kadencji 2012–2016 ponownie był posłem do Izby Deputowanych; w jej trakcie przeszedł do frakcji Partii Narodowo-Liberalnej.